# Skulptör

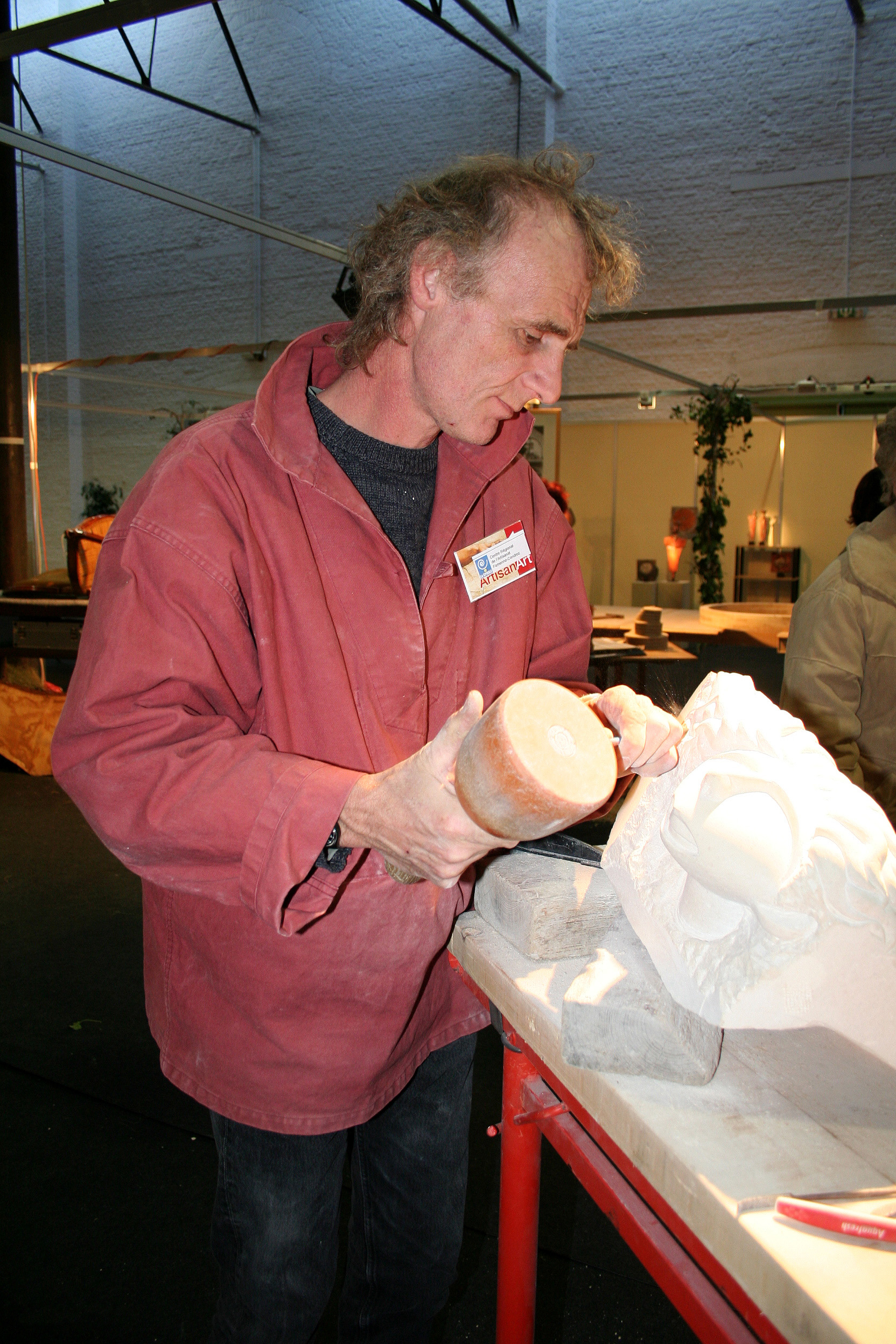
En skulptör som arbetar i sten.

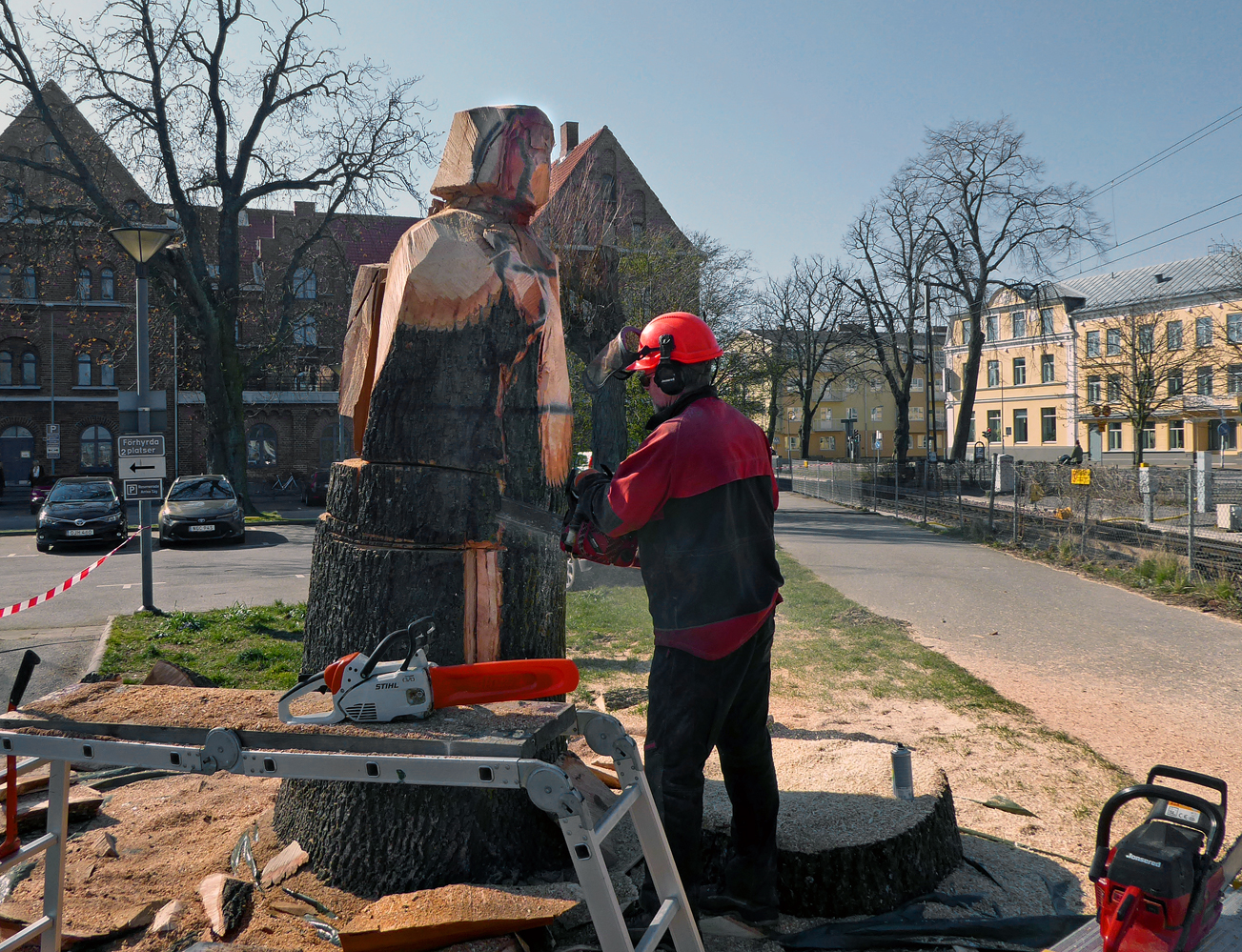
En skulptör hugger och sågar ut en figur i en trädstam.

En skulptör (med äldre språkbruk bildhuggare) är en konstnär som skapar skulpturer och andra tredimensionella konstföremål. En skulptör kan arbeta med alla slags material: traditionellt har lera, brons, marmor eller granit varit vanligast. Idag använder skulptörer även aluminium, trä, is och olika sorters plast. 
En äldre och idag sällan använd benämning för en kvinnlig skulptör är skulptris.